# Medellín (Spagna)
Medellín (in passato italianizzato come Medellino) è un comune spagnolo di 2 409 abitanti situato nella comunità autonoma dell'Estremadura.

## Medellín e l'America
L'apporto di Medellín alla conquista americana, durante i secoli XVI e XVII fu molto importante per l'enorme quantità di persone che parteciparono all'impresa americana: Navarro del Castillo parla di 280 persone tra conquistatori, colonizzatori ed esploratori che abbandonarono Medellín per salpare verso nuovi orizzonti. 
Questo fatto spiega la conquista del territorio, la colonizzazione e la fondazione di nuove città americane, tra le quali con il nome di Medellín risaltano: la città colombiana di Medellín, nel Dipartimento di Antioquia, la Medellín messicana nella regione di Veracruz, e due città omonime che si trovano entrambe in Argentina, rispettivamente nelle province di Santa Fe e di Santiago del Estero.
Dei nativi di Medellín forse il più famoso e controverso fu Hernán Cortés, conquistatore del Messico. Altri personaggi importanti che provenivano da questa città furono:
- il polemico Alonso Bernáldez de Quirós, che fu governatore della Provincia de Venezuela e uno dei promotori della fondazione di Caracas;
- Alonso Martínez de Rivera, conquistatore del Perù;
- Andrés Hurtado de Mendoza, che portò a compimento la seconda fondazione della città di Villa di San Miguel de Ribera (l'attuale Camaná) e che morì in Cile nell'agosto del 1600.